# Bentley Systems
Bentley Systems, Incorporated — американская компания по разработке программного обеспечения, которая занимается разработкой, производством, лицензированием, продажей и поддержкой компьютерного программного обеспечения и услуг по проектированию, строительству и эксплуатации инфраструктуры. Программное обеспечение компании обслуживает строительные, заводские, гражданские и геопространственные рынки в областях архитектуры, проектирования, строительства (AEC) и эксплуатации. Их программные продукты используются для проектирования, проектирования, строительства и эксплуатации крупных построенных объектов, таких как дороги , железные дороги , мосты , здания ., промышленные предприятия , электростанции и инженерные сети. Компания реинвестирует 20% своих доходов в исследования и разработки. 
Штаб-квартира Bentley Systems находится в Экстоне, штат Пенсильвания, США, но отделы разработки, продаж и другие отделы расположены более чем в 50 странах. В 2021 году выручка компании составила 1 миллиард долларов в 186 странах.

## Программное обеспечение
Bentley выпускает три основных линейки программных продуктов: MicroStation, ProjectWise и AssetWise. С 2014 года некоторые продукты были основаны на платформе облачных вычислений Microsoft Azure.

## История
Кит А. Бентли и Барри Дж. Бентли основали Bentley Systems в 1984 году. В 1985 году они представили коммерческую версию PseudoStation, которая позволила пользователям систем Intergraph VAX использовать недорогие графические терминалы для просмотра и изменения проектов. На своих установках Intergraph IGDS (Interactive Graphics Design System). Их первый продукт был показан потенциальным пользователям, которые были опрошены относительно того, сколько они были бы готовы платить за него. Они усреднили ответы и получили цену в 7 943 доллара. Версия MicroStation для DOS была представлена в 1986 году.

## Приобретения
- 18 июня 1997 года Bentley приобрела IdeaGraphix, разработчика прикладного программного обеспечения на базе MicroStation для архитектуры, проектирования и управления объектами.
- 15 января 1998 года Bentley приобрела Jacobus.
- 2 января 2001 г. Bentley приобрела компании Intergraph , занимающиеся гражданским строительством, графическими услугами и программным обеспечением для преобразования растров.
- 17 октября 2001 г. Bentley Systems приобрела программное обеспечение для проектирования Geopak для дорожной и железнодорожной инфраструктуры.
- 30 июля 2002 г. Bentley Systems приобрела Rebis.
- 6 января 2003 г. Bentley объявила о приобретении Infrasoft Corporation.
- 2 августа 2004 г. Bentley приобрела Haestad Methods, Inc.
- 31 августа 2005 г. Bentley согласилась приобрести бизнес netGuru Research Engineers International (REI), который включал линейку продуктов STAAD для структурного анализа и проектирования.
- 6 июня 2006 г. Bentley приобрела GEF-RIS AG.
- 29 января 2007 г. Bentley приобрела KIWI Software.
- 12 мая 2007 года Bentley приобрела CW Beilfuss and Associates.
- 9 мая 2007 г. Bentley приобрела TDV GmbH, поставщика программного обеспечения для анализа и проектирования мостов.
- 22 января 2008 г. Bentley приобрела Hevacomp, Ltd.
- 24 января 2008 г. Bentley приобрела LEAP Software, Inc.
- 29 января 2008 г. Bentley приобрела многообещающую линейку продуктов у ECT International.
- 28 мая 2008 г. Bentley Systems приобрела Common Point для массового моделирования строительства.
- 13 октября 2009 г. Bentley добавила геотехнические и геоэкологические возможности с приобретением gINT Software.
- 9 февраля 2010 г. Bentley Systems объявила о двух приобретениях: Exor Corporation и Enterprise Informatics.
- 2 марта 2011 г. компания Bentley Systems приобрела программное обеспечение SACS™ для расчета морских конструкций у компании Engineering Dynamics, Inc.
- 10 декабря 2011 г. Bentley приобрела FormSys.
- 8 ноября 2011 г. Bentley приобрела Pointtools Ltd., британского разработчика технологии программного обеспечения для облака точек.
- 7 марта 2012 года Bentley приобрела компанию Hannappel Software, занимающуюся разработкой программного обеспечения elcoSystem.
- 18 мая 2012 г. Bentley приобрела InspectTech Systems, США, поставщика приложений для выездной инспекции и услуг по управлению активами для мостов и других транспортных средств.
- 19 сентября 2012 года Bentley приобрела канадскую компанию Ivara.
- 12 ноября 2012 г. Bentley приобрела у EuResearch программное обеспечение для проектирования и анализа сосудов под давлением Microprotol.
- 13 ноября 2012 года Bentley приобрела SpecWave.
- 14 марта 2013 г. Bentley приобрела компанию topoGRAPH, поставщика программного обеспечения для геодезии.
- 8 октября 2013 года Bentley приобрела у Ultramarine бизнес по разработке программного обеспечения MOSES.
- 25 февраля 2014 г. Bentley приобрела компанию eB Services BizDocQnet Systems компании DocQnet Systems.
- 26 сентября 2014 г. Bentley приобрела у Blueridge Analytics программное обеспечение для оптимизации SITEOPS для улучшенного проектирования земельных участков.
- 14 января 2015 г. Bentley приобрела C3global для прогнозного моделирования.
- 10 февраля 2015 г. Bentley приобрела Acute3D.
- 15 февраля 2015 года Bentley приобрела создателя моделирования реальности e-on.
- 23 января 2018 г. Bentley приобрела S-Cube Futuretech Pvt Ltd., чтобы расширить свои предложения, предназначенные для пользователей программного обеспечения для проектирования и документирования бетона в Индии, Юго-Восточной Азии и на Ближнем Востоке.
- 26 апреля 2018 г. Bentley приобрела голландскую компанию по геотехническому моделированию Plaxis BV
- 15 июля 2018 г. Bentley приобрела канадскую компанию по геотехническому моделированию SOILVISION Systems Ltd., чтобы расширить свои предложения в области трехмерной геотехники.
- 20 июня 2018 года Bentley приобрела Synchro.
- 15 октября 2018 года Bentley приобрела Agency9.
- 15 октября 2018 года Bentley приобрела LEGION.
- 12 ноября 2018 года Bentley приобрела предприятие ACE в Словакии.
- 13 ноября 2018 года Bentley приобрела Alworx.
- 11 февраля 2019 года Bentley приобрела SignCAD Systems.
- 13 мая 2019 года Bentley приобрела Keynetix.
- 22 октября 2019 г. Bentley приобрела Citilabs, Inc. и Orbit GeoSpatial Technologies.
- 18 октября 2020 года Bentley приобрела британскую консалтинговую компанию Professional Construction Strategies Group (PCSG).
- 1 декабря 2020 года Bentley приобрела SRO Solutions.
- 23 марта 2021 года Bentley приобрела Ontracks Consulting.
- 14 апреля 2021 года Bentley приобрела INRO Software.
- 14 июня 2021 года Bentley приобрела SPIDA Software.
- 17 июня 2021 года Bentley приобрела Seequent Holdings Limited.
- 31 января 2022 года Bentley приобрела Power Line Systems.
- 7 апреля 2022 г. Bentley приобрела ADINA R&D, Inc.
- 9 августа 2022 г. Bentley приобрела Eagle.io

В апреле 2002 года Bentley подала заявку на первичное публичное размещение акций ,  но оно было отозвано до вступления в силу.  В ноябре 2016 года немецкая компания Siemens объявила, что заплатит около 76 миллионов долларов за миноритарный пакет акций Bentley, а также инвестирует в разработку совместного с ней программного обеспечения. 
В сентябре 2020 года Bentley Systems устанавливает условия своего IPO, оценивая компанию примерно в 4,96 миллиарда долларов. Компания предложит 10,75 млн акций по цене от 17 до 19 долларов за акцию.

## Bentley Institute Press
Bentley Systems также является издателем учебников и профессиональных справочников для архитектурных, инженерных и строительных (AEC), эксплуатации, геопространственных и образовательных сообществ под названием Bentley Institute Press.

## Bentley Infrastructure 500
С 2010 года Bentley ежегодно публикует рейтинг крупнейших владельцев инфраструктуры как из государственного, так и из частного секторов.